# Kamieńczyk (gromada)
Kamieńczyk – dawna gromada, czyli najmniejsza jednostka podziału terytorialnego Polskiej Rzeczypospolitej Ludowej w latach 1954–1972.
Gromady, z gromadzkimi radami narodowymi (GRN) jako organami władzy najniższego stopnia na wsi, funkcjonowały od reformy reorganizującej administrację wiejską przeprowadzonej jesienią 1954 do momentu ich zniesienia z dniem 1 stycznia 1973, tym samym wypierając organizację gminną w latach 1954–1972.
Gromadę Kamieńczyk z siedzibą GRN w Kamieńczyku utworzono – jako jedną z 8759 gromad na obszarze Polski – w powiecie wołomińskim w woj. warszawskim, na mocy uchwały nr VI/10/23/54 WRN w Warszawie z dnia 5 października 1954. W skład jednostki weszły obszary dotychczasowych gromad Kamieńczyk i Świniotop ze zniesionej gminy Kamieńczyk w powiecie wołomińskim oraz miejscowości Suwiec i Kółko wyłączone z miasta Wyszków w powiecie pułtuskim (woj. warszawskie); w skład gromady weszły także lasy państwowe Nadleśnictwa Tłuszcz. Dla gromady ustalono 13 członków gromadzkiej rady narodowej.
1 stycznia 1956 gromada weszła w skład nowo utworzonego powiatu wyszkowskiego w tymże województwie.
31 grudnia 1961 do gromady Kamieńczyk włączono wieś Fidest ze zniesionej gromady Lucynów Mały w tymże powiecie.
1 stycznia 1969 do gromady Kamieńczyk włączono obszar zniesionej gromady Gwizdały w tymże powiecie.
Gromada przetrwała do końca 1972 roku, czyli do kolejnej reformy gminnej.